# Jugoszlávia az 1976. évi téli olimpiai játékokon
Jugoszlávia az ausztriai Innsbruckban megrendezett 1976. évi téli olimpiai játékok egyik részt vevő nemzete volt. Az országot az olimpián 4 sportágban 28 sportoló képviselte, akik érmet nem szereztek.

## Alpesisí
Férfi
| Versenyző       | Versenyszám      | 1. futam      | 1. futam      | 2. futam      | 2. futam      | Összesítés | Összesítés |
| Versenyző       | Versenyszám      | Idő           | Hely.         | Idő           | Hely.         | Idő        | Helyezés   |
| --------------- | ---------------- | ------------- | ------------- | ------------- | ------------- | ---------- | ---------- |
| Miran Gašperšič | Óriás-műlesiklás | nem ért célba | nem ért célba | kiesett       | kiesett       | kiesett    | kiesett    |
| Miran Gašperšič | Műlesiklás       | nem ért célba | nem ért célba | kiesett       | kiesett       | kiesett    | kiesett    |
| Andrej Koželj   | Lesiklás         |               |               |               |               | 1:52,75    | 37.*       |
| Andrej Koželj   | Óriás-műlesiklás | 1:54,43       | 42.*          | 1:56,05       | 35.           | 3:50,48    | 35.        |
| Andrej Koželj   | Műlesiklás       | 1:09,50       | 37.           | 1:14,16       | 32.           | 2:23,66    | 31.        |
| Bojan Križaj    | Óriás-műlesiklás | 1:49,08       | 25.           | 1:46,82       | 16.           | 3:35,90    | 18.        |
| Bojan Križaj    | Műlesiklás       | nem ért célba | nem ért célba | kiesett       | kiesett       | kiesett    | kiesett    |
| Adjin Pašović   | Lesiklás         |               |               |               |               | 1:54,57    | 46.        |
| Adjin Pašović   | Óriás-műlesiklás | 1:54,82       | 46.           | nem ért célba | nem ért célba | kiesett    | kiesett    |
| Adjin Pašović   | Műlesiklás       | nem ért célba | nem ért célba | kiesett       | kiesett       | kiesett    | kiesett    |

* - egy másik versenyzővel azonos eredményt ért el

## Jégkorong
| Jugoszláv férfi jégkorongcsapat-játékoskeret                                                         | Jugoszláv férfi jégkorongcsapat-játékoskeret                                             | Jugoszláv férfi jégkorongcsapat-játékoskeret                                               |
| --- | ---------------------------------------------------------------------------------------- | ------------------------------------------------------------------------------------------ |
| - Janez Albreht - Božidar Beravs - Miroslav Gojanović - Eduard Hafner - Gorazd Hiti - Bogdan Jakopič | - Ignac Kavec - Bojan Kumar - Miroslav Lap - Tomaž Lepša - Janez Petač - Silvo Poljanšek | - Janez Puterle - Drago Savić - Roman Smolej - Ivan Ščap - Franci Žbontar - Marjan Žbontar |

### Eredmények
Selejtező
| 1976. február 3. 17:00 | Egyesült Államok (USA) | 8 – 4 (2–1, 4–1, 2–2) | Jugoszlávia | Innsbruck, Ausztria |

|  |  |  |  |  |
|  |  |  |  |  |
|  |  |  |  |  |
|  |  |  |  |  |

A 7–12. helyért
| 1976. február 5. 14:00 | Svájc (SUI) | 4 – 6 (1–1, 2–2, 1–3) | Jugoszlávia | Innsbruck, Ausztria |

|  |  |  |  |  |
|  |  |  |  |  |
|  |  |  |  |  |
|  |  |  |  |  |

| 1976. február 7. 14:00 | Jugoszlávia (YUG) | 4 – 3 (1–1, 2–1, 1–1) | Románia | Innsbruck, Ausztria |

|  |  |  |  |  |
|  |  |  |  |  |
|  |  |  |  |  |
|  |  |  |  |  |

| 1976. február 9. 14:00 | Bulgária (BUL) | 5 – 8 (1–3, 0–1, 4–4) | Jugoszlávia | Innsbruck, Ausztria |

|  |  |  |  |  |
|  |  |  |  |  |
|  |  |  |  |  |
|  |  |  |  |  |

| 1976. február 11. 17:00 | Jugoszlávia (YUG) | 3 – 4 (0–2, 0–1, 3–1) | Japán | Innsbruck, Ausztria |

|  |  |  |  |  |
|  |  |  |  |  |
|  |  |  |  |  |
|  |  |  |  |  |

| 1976. február 13. 20:00 | Ausztria (AUT) | 3 – 1 (0–0, 2–0, 1–1) | Jugoszlávia | Innsbruck, Ausztria |

|  |  |  |  |  |
|  |  |  |  |  |
|  |  |  |  |  |
|  |  |  |  |  |

Végeredmény
| Csapat      | M | Gy | D | V | G+ | G– | Gk  | P |
| ----------- | - | -- | - | - | -- | -- | --- | - |
| Románia     | 5 | 4  | 0 | 1 | 23 | 15 | +8  | 8 |
| Ausztria    | 5 | 3  | 0 | 2 | 18 | 14 | +4  | 6 |
| Japán       | 5 | 3  | 0 | 2 | 20 | 18 | +2  | 6 |
| Jugoszlávia | 5 | 3  | 0 | 2 | 22 | 19 | +3  | 6 |
| Svájc       | 5 | 2  | 0 | 3 | 24 | 22 | +2  | 4 |
| Bulgária    | 5 | 0  | 0 | 5 | 19 | 38 | –19 | 0 |

- A 8–10. helyről az egymás elleni mérkőzéseken elért eredmények döntöttek:

Ausztria – Japán 3–2
Jugoszlávia – Japán 3–4
Ausztria – Jugoszlávia 3–1
| Csapat      | M | Gy | D | V | G+ | G– | P |
| ----------- | - | -- | - | - | -- | -- | - |
| Ausztria    | 2 | 2  | 0 | 0 | 6  | 3  | 4 |
| Japán       | 2 | 1  | 0 | 1 | 6  | 6  | 2 |
| Jugoszlávia | 2 | 0  | 0 | 2 | 4  | 7  | 0 |

| Csapat      | Helyezés |
| ----------- | -------- |
| Jugoszlávia | 10.      |

## Sífutás
Férfi
| Versenyző    | Versenyszám | Eredmény   | Helyezés |
| ------------ | ----------- | ---------- | -------- |
| Maksi Jelenc | 15 km       | 49:35,35   | 57.      |
| Maksi Jelenc | 30 km       | 1:44:20,25 | 60.      |
| Maksi Jelenc | 50 km       | 3:05:05,94 | 44.      |

Női
| Versenyző     | Versenyszám | Eredmény | Helyezés |
| ------------- | ----------- | -------- | -------- |
| Milena Kordež | 5 km        | 18:36,23 | 37.      |
| Milena Kordež | 10 km       | 35:15,54 | 39.      |

## Síugrás
Férfi
| Versenyző     | Versenyszám | 1. ugrás | 1. ugrás | 2. ugrás | 2. ugrás | Összesítés | Összesítés |
| Versenyző     | Versenyszám | Pont     | Hely.    | Pont     | Hely.    | Pont       | Helyezés   |
| ------------- | ----------- | -------- | -------- | -------- | -------- | ---------- | ---------- |
| Janez Demšar  | Normálsánc  | 98,3     | 48.      | 101,5    | 43.      | 199,8      | 47.        |
| Janez Demšar  | Nagysánc    | 86,7     | 39.      | 71,1     | 49.      | 157,8      | 43.        |
| Branko Dolhar | Normálsánc  | 104,1    | 35.      | 100,0    | 44.      | 204,1      | 42.        |
| Branko Dolhar | Nagysánc    | 85,2     | 40.      | 75,0     | 43.      | 160,2      | 42.        |
| Bogdan Norčič | Normálsánc  | 102,5    | 42.      | 103,3    | 37.*     | 205,8      | 38.**      |
| Bogdan Norčič | Nagysánc    | 90,5     | 31.      | 87,5     | 25.*     | 178,0      | 28.        |
| Ivo Zupan     | Normálsánc  | 103,8    | 37.***   | 98,5     | 46.      | 202,3      | 46.        |
| Ivo Zupan     | Nagysánc    | 52,2     | 54.      | 67,2     | 50.      | 119,4      | 54.        |

* - egy másik versenyzővel azonos eredményt ért el

** - két másik versenyzővel azonos eredménnyel végzett a 38. helyen

*** - három másik versenyzővel azonos eredménnyel végzett a sorozatban a 37. helyen